# Hans von Fersen den äldre
Hans von Fersen den äldre,  född den 27 februari 1625, död 1683 i Narva, var en svensk friherre, krigare och ämbetsman.

## Biografi
von Fersen var son till överstelöjtnanten i livländsk tjänst, Reinhold von Fersen till Sipp, Abia och Laup i Estland, och Dorotea Wrangel. Han blev 1643 kaptenlöjtnant, 1655 överste vid Västra Nylands regemente, 1665 generalmajor och 1674 generallöjtnant. År 1675 utnämndes han till guvernör i Riga och 1682 till guvernör över Ingermanlands och Keksholms län. Liksom sin företrädare Martin Schultz fick han inte titeln generalguvernör; utan i de samtida breven adresseras han som generallöjtnanten och guvernören.
Hans von Fersen upphöjdes 1674 i friherrligt stånd.
I Elias Palmskiölds genealogiska anteckningar ges följande karaktäristik. Han war een Man af serdhs godt indicio och förstånd; hafwandes rätt wäl studerat, och uti allehanda språåk wärfwat sig stoor färdigheet, så att intet mindre pacis quam belli artibus kunnat ehwad commission honom anförtrodds, förrätta.
Hans von Fersen var gift med Catharina Burth och Anna Magdalena von Tiesenhausen. Han fick i sina båda äktenskap tolv barn, varav den fortlevande ätten härstammar från Reinhold Johan von Fersen.